# Mount Morse
Mount Morse ist ein über 1800 m hoher Berg in der antarktischen Ross Dependency. In den Churchill Mountains ragt er aus einem Gebirgskamm auf, der sich vom Mount Egerton in westlicher Richtung erstreckt. Vom Gipfel des Mount Egerton trennen ihn 10 km. 
Das Advisory Committee on Antarctic Names benannte ihn 2003 nach dem US-amerikanischen Physiker Robert M. Morse von der University of Wisconsin, leitender Wissenschaftler im United States Antarctic Program von 1989 bis 2002, der unter anderem am AMANDA-Projekt nahe der Amundsen-Scott-Südpolstation beteiligt war.